# Jeremy Ebobisse
Jeremy Ebobisse (Párizs, 1997. február 14. –) amerikai válogatott labdarúgó, a Los Angeles csatára.

## Pályafutása

### Klubcsapatokban
Ebobisse a francia fővárosban, Párizsban született. Az ifjúsági pályafutását a Bethesda SC akadémiájánál kezdte.
2016-ban mutatkozott be a Charleston Battery felnőtt csapatában. 2017-ben az első osztályban szereplő Portland Timbershez igazolt. 2021. augusztus 5-én hároméves szerződést kötött a San Jose Earthquakes együttesével. Először a 2021. augusztus 9-ei, Los Angeles ellen 2–1-re megnyert mérkőzés 36. percében, Luciano Abecasis cseréjeként lépett pályára. Első gólját 2021. augusztus 21-én, a LA Galaxy ellen idegenben 2–1-es győzelemmel zárult találkozón szerezte meg. 2024 decemberében a Los Angeles szerződtette.

### A válogatottban
Ebobisse az U20-as és az U23-as korosztályú válogatottakban is képviselte az Amerikai Egyesült Államokat.
2019-ben debütált a felnőtt válogatottban. Először 2019. január 28-án, Panama ellen 3–0-ra megnyert barátságos mérkőzésen lépett pályára.

## Statisztikák
2024. augusztus 14. szerint
| Klub                 | Szezon   | Osztály  | Bajnokság | Bajnokság | Kupa  | Kupa | Nemzetközi | Nemzetközi | Összesen | Összesen |
| Klub                 | Szezon   | Osztály  | Meccs     | Gól       | Meccs | Gól  | Meccs      | Gól        | Meccs    | Gól      |
| -------------------- | -------- | -------- | --------- | --------- | ----- | ---- | ---------- | ---------- | -------- | -------- |
| Portland Timbers     | 2017     | MLS      | 16        | 1         | 1     | 0    | —          | —          | 17       | 1        |
| Portland Timbers     | 2018     | MLS      | 15        | 3         | 1     | 1    | —          | —          | 16       | 4        |
| Portland Timbers     | 2019     | MLS      | 35        | 11        | 4     | 1    | —          | —          | 39       | 12       |
| Portland Timbers     | 2020     | MLS      | 23        | 9         | 0     | 0    | —          | —          | 23       | 9        |
| Portland Timbers     | 2021     | MLS      | 13        | 4         | 0     | 0    | 1          | 0          | 14       | 4        |
| San Jose Earthquakes | 2021     | MLS      | 11        | 1         | 0     | 0    | —          | —          | 11       | 1        |
| San Jose Earthquakes | 2022     | MLS      | 34        | 17        | 2     | 0    | —          | —          | 36       | 17       |
| San Jose Earthquakes | 2023     | MLS      | 35        | 10        | 1     | 0    | 2          | 0          | 38       | 10       |
| San Jose Earthquakes | 2024     | MLS      | 25        | 4         | 0     | 0    | 4          | 4          | 29       | 8        |
| Összesen             | Összesen | Összesen | 207       | 60        | 9     | 2    | 7          | 4          | 223      | 66       |

### A válogatottban
| Válogatott       | Év       | Pályára lépés | Gól |
| ---------------- | -------- | ------------- | --- |
| Egyesült Államok | 2019     | 1             | 0   |
| Összesen         | Összesen | 1             | 0   |

## Sikerei, díjai
Portland Timbers
- MLS
  - Döntős (1): 2018

 Amerikai U20-as válogatott
- U20-as CONCACAF-bajnokság
  - Győztes (1): 2017